# Antigen
Antigen (greacă: anti=contra și geano=a naște, a genera) este termenul care definește orice substanță de origine endogenă sau exogenă, care, odată ajunsă în organism, nu este recunoscută ca proprie și determină apariția unui răspuns imun, ce vizează neutralizarea și eliminarea ei. Odată pătrunse în organism antigenele pot determina:
- Sinteza de molecule de anticorpi, care le recunosc specific.
- Instalarea memoriei imunologice ("amintirea" organismului despre întâlnirile anterioare avute cu același antigen).
- Apariția eventuală a unor reacții imune aberante: reacții alergice, autoimune etc.

Prin antigen, termen folosit pentru prima dată în anul 1899 de catre L. Deutsch, se înțelege acea entitate care poate induce declanșarea de reacții imune din partea organismului și poate reacționa specific cu produșii acestor reacții.Capacitatea de a induce reacții imune este cunoscută sub denumirea de imunogenitate,iar reacția specifică,reactivitatea antigenică.

## Condiții de antigenicitate
Pentru ca o substanță să fie antigen trebuie să îndeplinească anumite condiții: 
- Să fie substanță non-self, străină de moleculele organismului, dar nu în sensul din vorbirea curentă. În anumite condiții, structuri proprii ale organismului pot fi considerate "străine" de către sistemul imunitar. Este o noțiune chimică, legată de secvența lanțului de aminoacizi din structura proteinelor. Fiecare proteină din organism are o secvență proprie de aminoacizi, recunoscută ca "self" (proprie) de sistemul imunitar. Dacă sunt înlocuiți aminoacizii din anumite poziții, structura proteinei se modifică. Efectorii imunității sesizează imediat modificările și nu mai recunosc molecula, considerând-o "străină". De aceea antigenele pot fi exogene și endogene.
- Să aibă masă moleculară mai mare de 40 kDa.
- Să își mențină arhitectura în spațiu (structură sterică).
- Să persiste în țesuturi o perioadă de timp suficientă pentru a produce un răspuns imun.
- Să aibă un grad de înrudire filogenetică cât mai îndepărtat de țesuturile organismului inoculat. Cu cât sursa este mai îndepărtată filogenetic, cu atât reacția la stimulul antigenic este mai puternică.

O substanță care îndeplinește toate condițiile, în afară de masa moleculară, se numește haptenă. Exemple de haptene: penicilinele și foarte multe alte medicamente. Haptenele pot căpăta proprietăți antigenice atunci când se leagă de molecule mai mari, de cele mai multe ori proteine. Așa se întâmplă cu medicamentele, care deși au masă moleculară mică, pot da reacții alergice foarte intense, deoarece se leagă de proteinele plasmatice.

## Clasificarea antigenelor

### Clasificarea antigenelor în funcție de origine

#### Antigene exogene
Antigenele exogene sunt antigene ce pătrund în organism din mediul extern, prin contact, inhalare, ingerare sau injectare. Prin endocitoză sau fagocitoză, aceste antigene sunt înglobate de celulele prezentatoare de antigen (APC - antigen-presenting cells) - de fapt macrofage - și sunt fragmentate. După acest proces APC expun aceste fragmente celulelelor T helper (limfocitele T). Acestea devin active și secretă citokine. Citokinele sunt substanțe ce pot activa limfocitele T citotoxice, limfocitele B, macrofagele și alte celule.
Antigenele exogene sunt mai numeroase decât antigenele endogene, și pot fi împărțite în trei categorii:
- Antigene naturale: formează categoria cea mai cuprinzătoare. Aici sunt incluse toate macromoleculele naturale din virusuri, microorganisme, fungi, plante și animale. După dimensiuni se disting antigene moleculare (solubile) și antigene corpusculare.
- Antigene artificiale: antigene naturale, modificate chimic prin cuplarea, cel mai adesea covalentă, cu una sau mai multe molecule mici, care le conferă o nouă individualitate antigenică și o nouă specificitate de combinare cu anticorpii, în raport cu molecula de origine. Antigenele artificiale s-au obținut, în principal, pornind de la moleculele proteice.
- Antigene sintetice: sunt polimeri de aminoacizi, cu secvență cunoscută, obținuți in vitro.

#### Antigene endogene
Antigenele endogene sunt antigene ce au fost generate de celulele organismului, ca rezultat normal al metabolismului celular, sau ca rezultat al unei infecții bacteriene sau virale. Fragmente din aceste antigene sunt expuse pe supfața celulei împreună cu moleculele MHC de clasă I. Dacă limfocitele T citotoxice activate recunosc aceste endotoxine, secretă diferite enzime ce lizează celula-țintă.
Antigenele endogene pot fi împărțite în trei categorii:
- Antigene self (autogen): antigene endogen ce stimulează producerea de anticorpi, generând o reacție autoimună.
- Antigene tumorale: antigene ce sunt prezentate de MHC de clasă I pe suprafața celulelor tumorale.
- Antigene virale.

### Clasificarea antigenelor după înrudirea filogenetică
Idioantigenele sunt antigene specifice fiecărui individ, de ex. antigenele Complexului major de histocompatibilitate (MHC, după inițialele în limba engleză).
Izoantigenele sunt antigene de grup, specifice doar unei părți a populației, de ex. antigenele grupelor sanguine (Rh, A, B).
Alloantigenele sunt antigene de specie, de ex. majoritatea antigenelor bacteriene.

## Reacția antigen-anticorp
Reacția antigen-anticorp este o reacție dintre anticorpii din serul imun și antigeni.
Este o reacție specifică, deoarece anticorpul reacționează numai cu acel antigen sub influența și în prezența căruia a luat naștere.
Există mai multe tipuri de astfel de reacții: unele (aglutinare, precipitare) sunt puse în evidență mai cu seamă in vitro, altele (bacterioliză, hemoliză) atât in vitro, cât și in vivo, iar altele (neutralizarea toxinelor și a virusurilor) de obicei numai in vivo.
Aceste tip de reacție are aplicații practice în biologie și în medicină.

## Vezi și
- Imunodifuzia radială simplă Mancini